# Čičava
Čičava (allemand : Tschitschau ), (hongrois : Csicsóka) est un village de Slovaquie situé dans la région de Prešov.

## Histoire
Première mention écrite du village en 1270.

## Démographie

### Évolution de la population
| Année:               | 1994. | 2004.    | 2014.    | 2024.    |
| -------------------- | ----- | -------- | -------- | -------- |
| Nombre de personnes: | 719   | 979      | 1238     | 1379     |
| Différence:          |       | +36,16 % | +26,45 % | +11,38 % |

| Année:               | 2023. | 2024.   |
| -------------------- | ----- | ------- |
| Nombre de personnes: | 1347  | 1379    |
| Différence:          |       | +2,37 % |